# COSAFA Cup 2009
COSAFA Cup 2009 – rozpoczął się 17 października 2009 roku. W turnieju brało udział 13 reprezentacji:
- Angola
- Botswana
- Komory
- Lesotho
- Malawi
- Mauritius
- Mozambik
- Namibia
- Południowa Afryka
- Seszele
- Suazi
- Zambia
- Zimbabwe

W turnieju COSAFA Cup 2009 po remisie w regulaminowym czasie gry od razu następował konkurs rzutów karnych (nie było dogrywek).

## Kwalifikacje

### Grupa A
| Reprezentacja | Pkt | M | W | R | P | Br+ | Br- | +/- |
| ------------- | --- | - | - | - | - | --- | --- | --- |
| Zimbabwe      | 4   | 2 | 1 | 1 | 0 | 5   | 2   | +3  |
| Lesotho       | 4   | 2 | 1 | 1 | 0 | 3   | 2   | +1  |
| Mauritius     | 0   | 2 | 0 | 0 | 2 | 0   | 4   | -4  |

### Grupa B
| Reprezentacja | Pkt | M | W | R | P | Br+ | Br- | +/- |
| ------------- | --- | - | - | - | - | --- | --- | --- |
| Botswana      | 7   | 3 | 2 | 1 | 0 | 3   | 0   | +3  |
| Suazi         | 6   | 3 | 2 | 0 | 1 | 5   | 2   | +3  |
| Komory        | 4   | 3 | 1 | 1 | 1 | 2   | 4   | -2  |
| Seszele       | 0   | 3 | 0 | 0 | 3 | 2   | 6   | -4  |

## Turniej główny

### Ćwierćfinały
| 25 października 2009 | Malawi | 0:1 | Mozambik · 35' Josemar Machaisse | Rufaro Stadium, Harare |
|                      |        |     |                                  |                        |

| 25 października 2009 | Namibia | 0:10:0 | Zambia · 86' Stoppila Sunzu | Rufaro Stadium, Harare |
|                      |         |        |                             |                        |

| 26 października 2009 | Południowa Afryka · Lennox Bacela 64' · Oupa Manyisa 80' | 2:00:0 | Angola | Barbourfields Stadium, Bulawayo |
|                      |                                                          |        |        |                                 |

| 26 października 2009 | Zimbabwe · Mthulisi Maphosa 88' | 1:00:0 | Botswana | Barbourfields Stadium, Bulawayo |
|                      |                                 |        |          |                                 |

### Półfinały
| 28 października 2009      | Południowa Afryka · Phillip Marufu 54' | 1:1 k. 2:30:1   | Zimbabwe · 37' Lennox Bacela | Rufaro Stadium, Harare |
|                           |                                        |                 |                              |                        |
|                           |                                        | Rzuty karne     |                              |                        |
| Gol · Gol · Pudło · Pudło |                                        | Gol · Gol · Gol |                              |                        |

| 29 października 2009 | Mozambik | 0:20:1 | Zambia · 6' Hichani Himonde · 83' Felix Sunzu Jr | Barbourfields Stadium, Bulawayo |
|                      |          |        |                                                  |                                 |

### Mecz o 3. miejsce
| 31 października 2009 | Południowa Afryka | 0:10:0 | Mozambik · 83' Momed Hagi | Barbourfields Stadium, Bulawayo |
|                      |                   |        |                           |                                 |

### Finał
| 1 listopada 2009 | Zimbabwe · Nyasha Mushekwi 28', 37' · Cuthbert Malajila 45' | 3:1 | Zambia · 26' Henry Banda | Rufaro Stadium, Harare |
|                  |                                                             |     |                          |                        |

## Strzelcy
| Zawodnik          | Bramki |
| ----------------- | ------ |
| Cuthbert Malajila | 4      |
| 3 zawodników      | 2      |
| 24 zawodników     | 1      |